# Municipio de Beardstown
El municipio de Beardstown (en inglés: Beardstown Township) es un municipio ubicado en el condado de Cass en el estado estadounidense de Illinois. En el año 2010 tenía una población de 6983 habitantes y una densidad poblacional de 92,2 personas por km².

## Geografía
El municipio de Beardstown se encuentra ubicado en las coordenadas 40°0′12″N 90°26′5″O / 40.00333, -90.43472. Según la Oficina del Censo de los Estados Unidos, el municipio tiene una superficie total de 75.74 km², de la cual 66.34 km² corresponden a tierra firme y (12.41%) 9.4 km² es agua.

## Demografía
Según el censo de 2010, había 6983 personas residiendo en el municipio de Beardstown. La densidad de población era de 92,2 hab./km². De los 6983 habitantes, el municipio de Beardstown estaba compuesto por el 75.97% blancos, el 5.51% eran afroamericanos, el 0.37% eran amerindios, el 0.36% eran asiáticos, el 0.01% eran isleños del Pacífico, el 15.81% eran de otras razas y el 1.96% pertenecían a dos o más razas. Del total de la población el 30.53% eran hispanos o latinos de cualquier raza.